# Per Wästberg
Per Wästberg (ur. 20 listopada 1933 w Sztokholmie) – szwedzki pisarz, członek Akademii Szwedzkiej od 1997.
Wästberg urodził się w Sztokholmie jako syn dziennikarza Erika Wästberga i Grety z domu Hirsch, posiada dyplom z literatury Uniwersytetu w Uppsali. Od 1953 jest współpracownikiem szwedzkiego dziennika „Dagens Nyheter”, którego był redaktorem naczelnym w latach 1976-1982. Starszy brat polityka Olle Wästberga.